# Gebr. Remmerde
De Gebr. Remmerde is een zeskante houten grondzeiler in het dorp Nederhemert (gemeente Zaltbommel) in Gelderland. De molen, die op een hoge gemetselde voet is geplaatst, is met dakleer gedekt. Zeskante molens komen in Nederland niet vaak meer voor: er zijn er in 2008 acht in totaal.

## Geschiedenis
De molen is waarschijnlijk in 1716 gebouwd en behoorde oorspronkelijk bij kasteel Nederhemert. In 1756 werd hij verkocht aan Jelis van Oort. Daarna is de molen diverse malen doorverkocht. De familie Remmerde kreeg de molen in 1868 in bezit. De huidige eigenaar heeft een veevoederbedrijf, maar gebruikt de molen niet meer. Wel worden door de familie rondleidingen verzorgd. De Gebr. Remmerde is maalvaardig.

## Inrichting
De molen heeft twee koppels maalstenen waarmee graan kan worden gemalen. Het luiwerk is een sleepluiwerk.